# Dudleya semiteres
Dudleya semiteres là một loài thực vật có hoa trong họ Crassulaceae. Loài này được (Rose) Moran miêu tả khoa học đầu tiên năm 1950.